# فؤاد جنبلاط
فؤاد جنبلاط، سياسي وزعيم درزي لبناني. والد مؤسس الحزب التقدمي الاشتراكي كمال جنبلاط وجد النائب وليد جنبلاط. كان قائم مقام منطقة الشوف أيام الحكم العثماني وفي بداية الانتداب الفرنسي على لبنان. اُغتيل في 6 أغسطس 1921 في وادي عينبال على يدي أحد أنصار الثورة ضد فرنسا اسمه شكيب وهّاب وقد تم عن طريق الخطأ. خلفته في الزعامة قرينته الست نظيرة (التي أنجبت منه كمال وليندا) وبقيت على زعامة العائلة حتى كبر كمال.
ولد فؤاد نجيب جنبلاط في المختارة الجبلية سنة 1885 م، تربّى في كنف عمه بعدة بعد وفاة ولده، وهو دون الثامنة من عمره سنة 1893 م، درس في بكتاتيب ومدارس منطقته، والجامعة الأمريكية في بيروت، عين قائم مقام الشوف سنة 1919 م، فأسس في بعقلين مبنى السريا، وتكفل بشراء أثاثها على نفقته، وتطور هيكلها الإداري والخدماتي، وبعد معركة ميسلون، وما رفقها من تداعيات سياسية وعسكرية، دخلت منطقته في معارك الكر والفر مع القيادة الفرنسية وحلفائها من اللبنانين من جهة ومناصري الحكومة العربية من جهة أخرى، كان دور جنبلاط كبير في تلك المرحلة حيث عمل جاهدا على رئب الصدع بين أهل الجبل، ومنع الصراعات الطائفية والسياسية، حيث كان يتنقل يوميا ما بين القرى والبلدات، على فرسه لجمع الشمل ونبذ الخلافات، وفي يوم 6 - 8 - 1921 م أطلق عليه شكيب وهاب النار بالخطأ، واستشهد حيث كان بارزا على صهوة فرسه اليمامة، هذا وعرف فؤاد جنبلاط بشخصيته القيادية وشجاعته.